# Otto Bardong
Otto Bardong (ur. 2 października 1935 w Herrnsheim, zm. 10 grudnia 2003 w Wormacji) – niemiecki polityk, samorządowiec i nauczyciel akademicki, poseł do Parlamentu Europejskiego II, III i IV kadencji.

## Życiorys
W 1954 ukończył szkołę średnią, do 1960 studiował historię, germanistykę, filozofię i pedagogię na Uniwersytecie Jana Gutenberga w Moguncji. W 1969 uzyskał stopień doktora. Zawodowo związany ze szkolnictwem, był m.in. profesorem uczelni pedagogicznej Pädagogische Hochschule w Karlsruhe, zajmując w latach 1992–1994 stanowisko jej rektora.
Zaangażował się w działalność polityczną w ramach Unii Chrześcijańsko-Demokratycznej, zasiadał we władzach lokalnych i regionalnych CDU. W latach 1974–1994 był radnym Wormacji, a od 1975 do 1984 posłem do landtagu kraju związkowego Nadrenia-Palatynat. W latach 1976–2003 przewodniczył regionalnemu oddziałowi organizacji Europa-Union Deutschland, a w okresie 1995–2003 był wiceprzewodniczącym krajowej struktury EUD.
Od 1984 do 1999 przez trzy kadencje sprawował mandat eurodeputowanego, zasiadając we frakcji Europejskiej Partii Ludowej i pełniąc m.in. funkcję kwestora PE.
Odznaczony Krzyżem Zasługi na Wstędze (1983) i Wielkim Krzyżem Zasługi (1999) Orderu Zasługi Republiki Federalnej Niemiec. Wyróżniony tytułem honorowego obywatela Wormacji (2000).